# Oulmès
Oulmès (em árabe: ولماس) é uma comuna rural do centro-norte de Marrocos, situada no Médio Atlas, que faz parte da província de Khémisset e da região de Rabat-Salé-Zemmour-Zaer. Em 2004 tinha 9 554 habitantes e estimava-se que em 2012 tivesse 9 762.
A região, tradicionalmente habitada por berberes, onde a paisagem é caracterizada por montanhas e planaltos elevados, é célebre pelas suas águas minerais, pela sua fruta (maçãs, peras, pêssegos, cerejas, etc.), pelas suas florestas e pelos seus carvalhos seculares. Oulmès é também o nome de raças locais de ovinos e  de bovinos (esta última ameaçada de extinção). 

## Água mineral e termas
Em Marrocos, o nome Oulmès está associado à marca de água mineral gasosa natural mais popular do país. Esta é explorada comercialmente pela Sociedade das Águas Minerais de Oulmès, e brota a 43ºC na nascente de Lalla Haya, situada na localidade de Tarmilate (ou Tarmilet), num planalto granítico a 1 100 m de altitude, poucos quilómetros a sudoeste de Oulmès. Além da água gasosa, a sociedade também engarrafa água lisa proveniente doutra nascente, Sidi Ali Chérif, onde a água brota a 19ºC e é comercializada sob a marca Sidi Ali.
Tarmilate é também conhecido como Oulmès-les-Thermes (Termas de Oulmès), por ali existirem termas. Situa-se numa área onde a paisagem é dissecada por uma densa rede de vales e de cumes vulcânicos, como o Jbel Mouchchene.